# Dąbrowa Białostocka
Dąbrowa Białostocka là một thị trấn thuộc huyện Sokólski, tỉnh Podlaskie ở đông-bắc Ba Lan. Thị trấn có diện tích 23 km². Đến ngày 1 tháng 1 năm 2011, dân số của thị trấn là 5928 người và mật độ 262 người/km².